# Ру, Ален
Ален Ру (род. 27 марта 1968 года в Лондоне) — британский шеф-повар и руководитель ресторана The Waterside Inn. Он является одним из членов семьи Ру, сын Мишеля Ру.

## Биография
Ален является членом семьи Ру. Он сын Мишеля Ру, племянник Альбера Ру и двоюродный брат сына Альбера, Мишеля Ру младшего.
Ален впервые решил стать поваром в возрасте 14 лет. Его отец-повар Мишель Ру, как он сам признался, был «на седьмом небе» и в то же время «встревоженным». Ален провёл восемь лет во Франции, обучаясь в различных ресторанах. В 1984 году его отправили в Pâtisserie Millet, Париж, где ему предстояло пройти стажировку в качестве кондитера. Он оставался там до завершения учёбы в 1986 году, остальную часть своего французского периода карьеры он провёл в различных престижных ресторанах, в том числе Restaurant Pic, Le Domaine d’Orvault, La Bonne Etape, Château de Montreuil и La Côte Saint-Jacques, все они имели три звезды в Красном гиде Мишлен. Находясь во Франции, он исполнил воинскую повинность, работая шеф-поваром в Елисейском дворце.
В 1992 году, в возрасте 23 лет, он вернулся к своей семье в Waterside Inn, графство Беркшир, где стал деми-шефом (помощником шеф-повара). В 1995 году он стал су-шефом, а в 2002 году сменил своего отца в должности руководителя Waterside Inn. Также в 2000 году он стал членом Relais Desserts, международного общества кондитеров.
В 2010 году его Waterside Inn стал первым за 25 лет рестораном за пределами Франции, получившим три звезды Мишлен. Ален является одним из судей кулинарного турнира Roux Scholarship, и участвовал в качестве повара-судьи на MasterChef: The Professionals. В 2011 году он разработал новое меню для класса бизнес-премьер поездов Eurostar.